# 五爪金龍 (植物)
槭葉牽牛（學名：Ipomoea cairica），又名番仔藤、五爪金龍、掌葉牽牛，旋花科番薯屬，香港、台灣常見的多年生草本纏繞植物。
槭葉牽牛原產於北美洲，在全日照以及排水良好的環境中生長。葉子類似掌狀，花呈淡紫色漏斗狀，大小約4至6釐米，有5個雄蕊，花期以夏季最盛。莖灰綠色，常有小廇狀突起。全草具有藥用，雖有小毒，但可清熱解毒利尿。

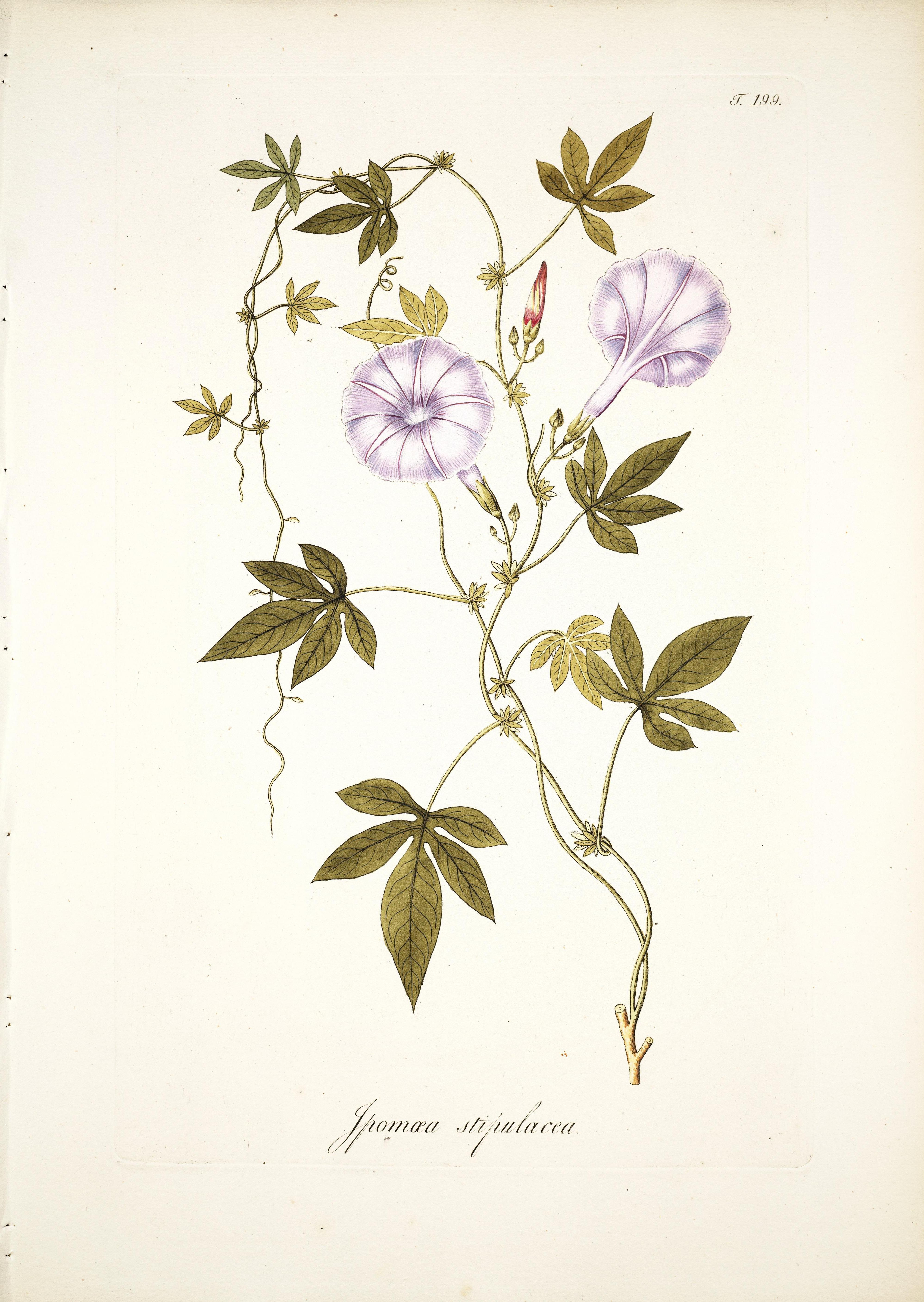
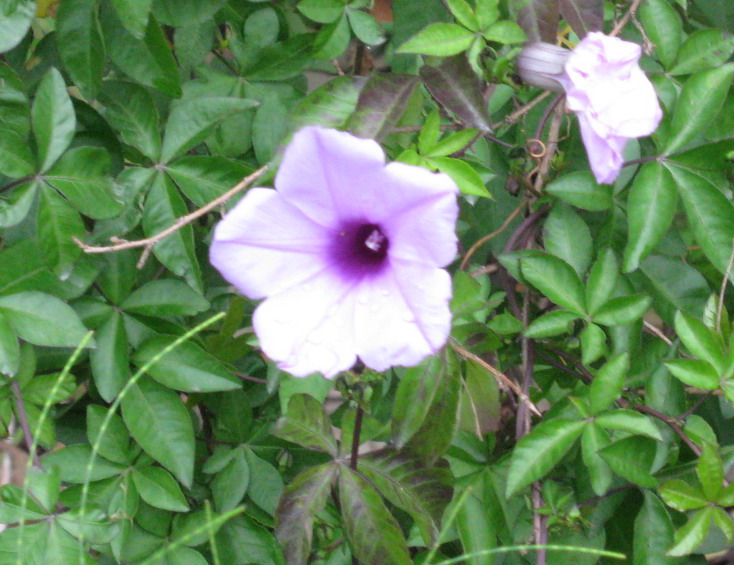
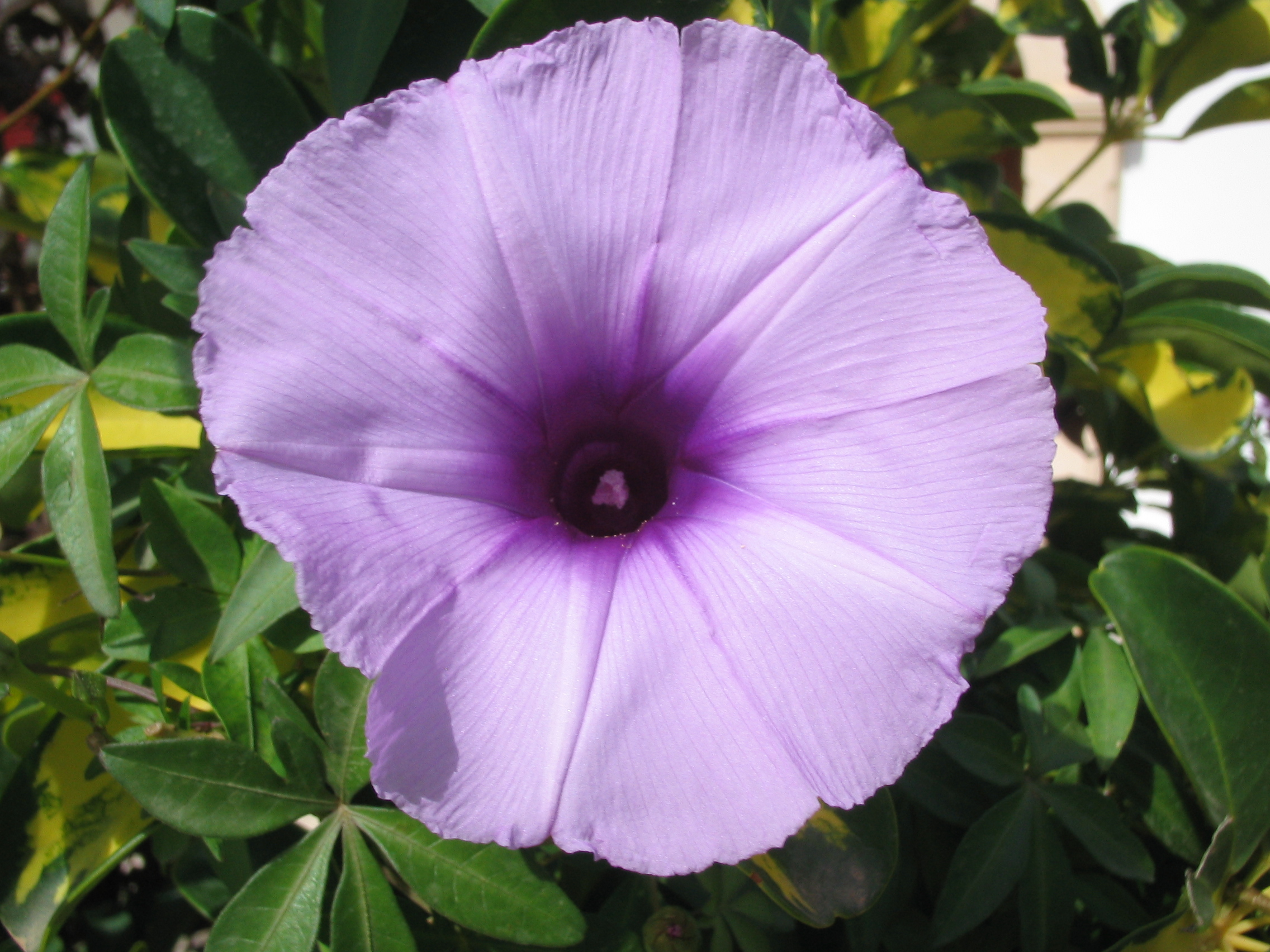
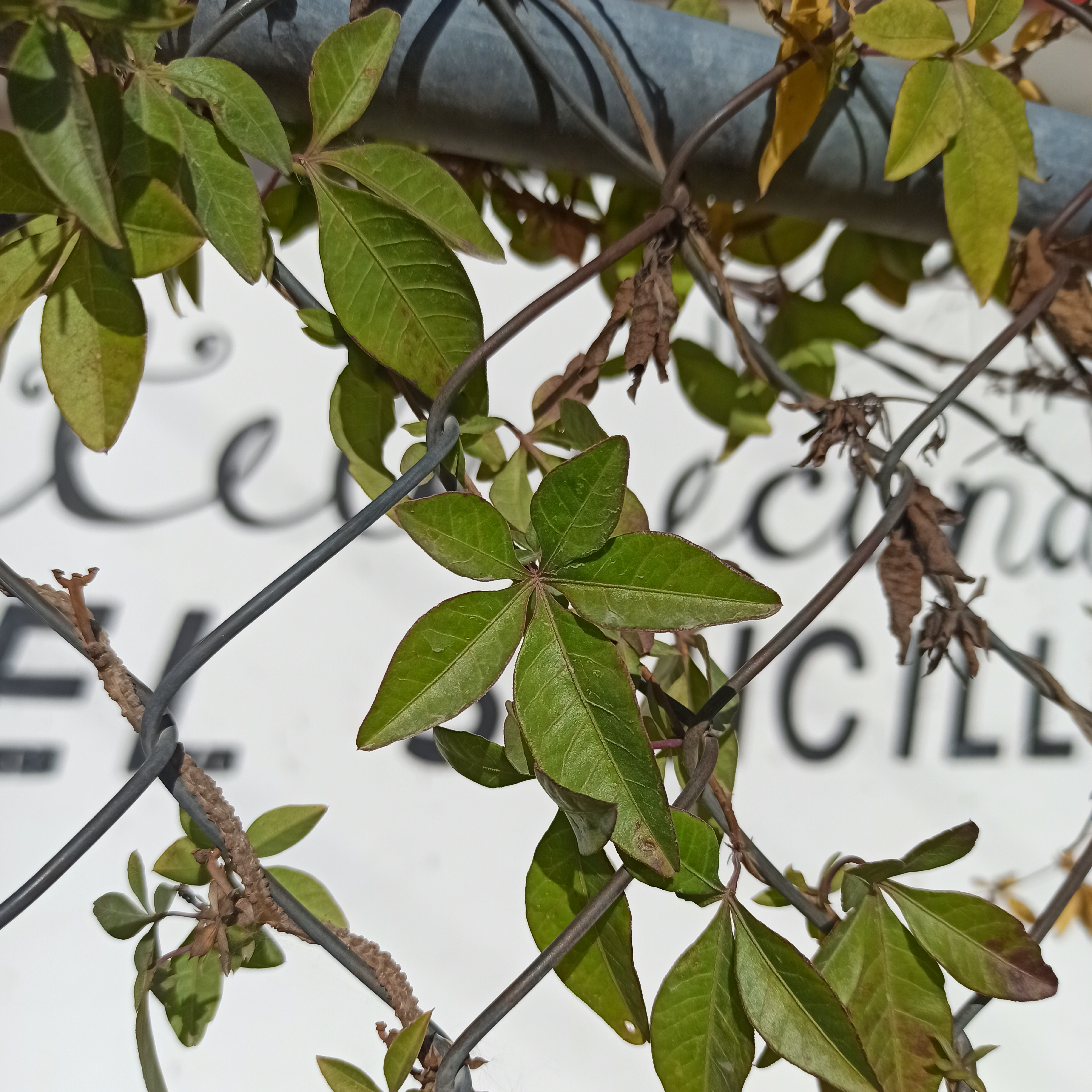

## 外部連結
维基共享资源上的相關多媒體資源：五爪金龍
- Jepson Manual Treatment （页面存档备份，存于）
- West African plants（西非植物攝影指南）中有關Ipomoea cairica的資料

- 五爪金龍 Wuzhaojinlong （页面存档备份，存于） 藥用植物圖像數據庫 (香港浸會大學中醫藥學院) （繁體中文）（英文）